# Vol Airbus Industrie 129
Le vol Airbus Industrie 129 était un vol d'essai effectué par un Airbus A330-300 d'Airbus Industrie, qui s'est écrasé le 30 juin 1994, quelques secondes après le décollage depuis l'aéroport de Toulouse-Blagnac, tuant ses sept occupants. Le dernier essai effectué visait à certifier la capacité de décollage de l'avion avec une panne sur un seul moteur.
C'était, à l'époque, le premier et seul accident mortel impliquant un Airbus A330, jusqu'au crash du vol Air France 447 survenu le 1er juin 2009.

## Avion
L'appareil impliqué dans l'accident était un Airbus A330-321, immatriculé F-WWKH. Équipé de deux turboréacteurs Pratt & Whitney PW4164, il a volé pour la première fois le 14 octobre 1993 et était âgé de seulement 259 jours au moment de l'accident. 
L'avion appartenait à Thai Airways International et faisait l'objet d'essais en vol en accord avec le propriétaire. Airbus Industrie devait déjà à Thai Airways une indemnisation pour la perte d'un autre avion qu'elle avait gravement endommagé lors d'un vol d'essais en décembre 1993.

## Objectif du test
L'objectif de ce vol était de tester les performances de l'avion lors d'une panne moteur simulée après le décollage, ce qui impliquait de réduire la puissance d'un des moteurs de l'avion au ralenti et de couper le circuit hydraulique correspondant. 
Pendant la plupart des tests, le pilote automatique de l'avion serait réglé pour faire voler l'avion à une altitude de 2 000 pieds (610 m). Le test particulier qui a conduit à l'accident impliquait aussi que l'avion soit configuré avec le centre de gravité déplacé vers l'arrière, réalisé en transportant de grandes quantités d'eau dans des réservoirs installés à l'arrière de la cabine de l'avion.
Le commandant était le pilote d'essai en chef d'Airbus, Nick Warner. Le copilote était Michel Cais, un pilote instructeur d'Air Inter qui avait travaillé avec l'organisme de formation d'Airbus. Un ingénieur d'essais en vol, Jean-Pierre Petit, était à bord en tant que troisième membre de l'équipage.
La direction d'Airbus était intéressée par la promotion de l'avion auprès de clients potentiels et n'a pas perçu le test comme dangereux, elle a donc invité quatre passagers dans l'avion : deux cadres d'Airbus (Philippe Tournoux et Keith Hulse) et deux pilotes d'Alitalia, Alberto Nassetti et Pier Paolo Racchetti (tous deux de nationalité italienne), qui étaient à Toulouse pour un stage de formation commerciale au siège d'Airbus.

## Accident
Le vol 129 venait de terminer avec succès un atterrissage, après que le commandant de bord eut effectué deux simulations de remise de gaz en cas de perte d'un moteur, prenant un total de 55 minutes. Le deuxième décollage fut effectué avec le centre de gravité de l'avion déplacé vers l'arrière. 
Cette fois, l'avion était piloté par le copilote, tandis que les actions d'arrêt du moteur et du circuit hydraulique, ainsi que l'engagement du pilote automatique, étaient effectuées par le commandant de bord. Le décollage s'est terminé avec succès et le commandant de bord a coupé le moteur gauche et le circuit hydraulique correspondant. Après trois tentatives nécessaires pour engager le pilote automatique, l'avion a commencé à monter à l'altitude prévue pour le test, soit 2 000 pieds (610 m). 
Seulement, l'avion est monté trop abruptement, ce qui a réduit sa vitesse à 100 nœuds (185 km/h), soit bien en dessous du minimum de 118 nœuds (218 km/h) requis pour garder le contrôle. L'A330 a commencé à prendre du roulis à gauche, donc l'équipage a réduit la puissance du moteur droit, alors en marche, pour contrer l'asymétrie de poussée. Cela a fait empirer le décrochage de l'avion, qui est parti dans un piqué à 15° et peu après s'est écrasé au sol. Les sept personnes à bord ont été tuées sur le coup et l'avion a été entièrement détruit par le choc et l'incendie qui a suivi.

## Enquête
Elle a été menée par une commission d'enquête au sein de la Direction générale de l'Armement (DGA), l'agence gouvernementale française d'approvisionnement et de technologie de la défense chargée d'enquêter sur les accidents d'essais en vol. La commission a conclu que l'accident était dû à "une combinaison de plusieurs facteurs, dont aucun, pris isolément, n'aurait causé l'accident". Ceux-ci comprenaient :
- La fatigue du commandant Warner après une "journée extrêmement chargée" qui avait inclus un vol de démonstration sur Airbus A321, la supervision d'une session sur simulateur et deux réunions, dont une conférence de presse;
- Absence d'un briefing complet avant le vol, causée par l'emploi du temps du commandant Warner, ainsi qu'une possible complaisance causée par le succès des tests lors du décollage précédent;
- Choix de la poussée maximale de décollage / remise des gaz (TOGA) plutôt que le réglage "Flex 49" légèrement inférieur, qui a provoqué une asymétrie de poussée plus élevée que prévu lors de la simulation de panne moteur;
- Choix du réglage du compensateur à 2,2° à cabrer; bien que dans des limites acceptables, cela n'était pas approprié pour la configuration utilisée pour ce test (avec le centre de gravité déplacé à l'arrière de l'appareil);
- Le pilote automatique est resté, par inadvertance, réglé sur une altitude de 2 000 pieds (610 m), soit l'altitude sélectionnée pour le test précédent;
- Absence de protection contre l'attitude de l'avion en mode "capture d'altitude" du pilote automatique;
- Incertitude dans la répartition des tâches entre le commandant de bord et le copilote ; le copilote a effectué la rotation de l'avion "fermement et très vite" jusqu'à une assiette au décollage de plus de 25°, contre les 14,5° habituels utilisés pour le premier décollage;
- Le commandant de bord a effectué des procédures de test immédiatement après le décollage (activation du pilote automatique, extinction du moteur gauche et déclenchement du disjoncteur du circuit hydraulique) ; cela l'a temporairement détourné de son objectif principal, à savoir piloter l'appareil.

Plusieurs éléments ont également contribué à cet accident, parmi lesquels:
- L'incapacité de l'équipage à identifier le mode dans lequel le pilote automatique était placé;
- La confiance excessive de l'équipage dans la réaction prévue par l'appareil lors du test;
- Le manque de réaction de l'ingénieur d'essai aux modifications des paramètres de vol, en particulier de la vitesse anémométrique;
- La lenteur du commandant de bord à réagir face à une situation anormale.